# Dreifaltigkeitskirche (Gornji Milanovac)

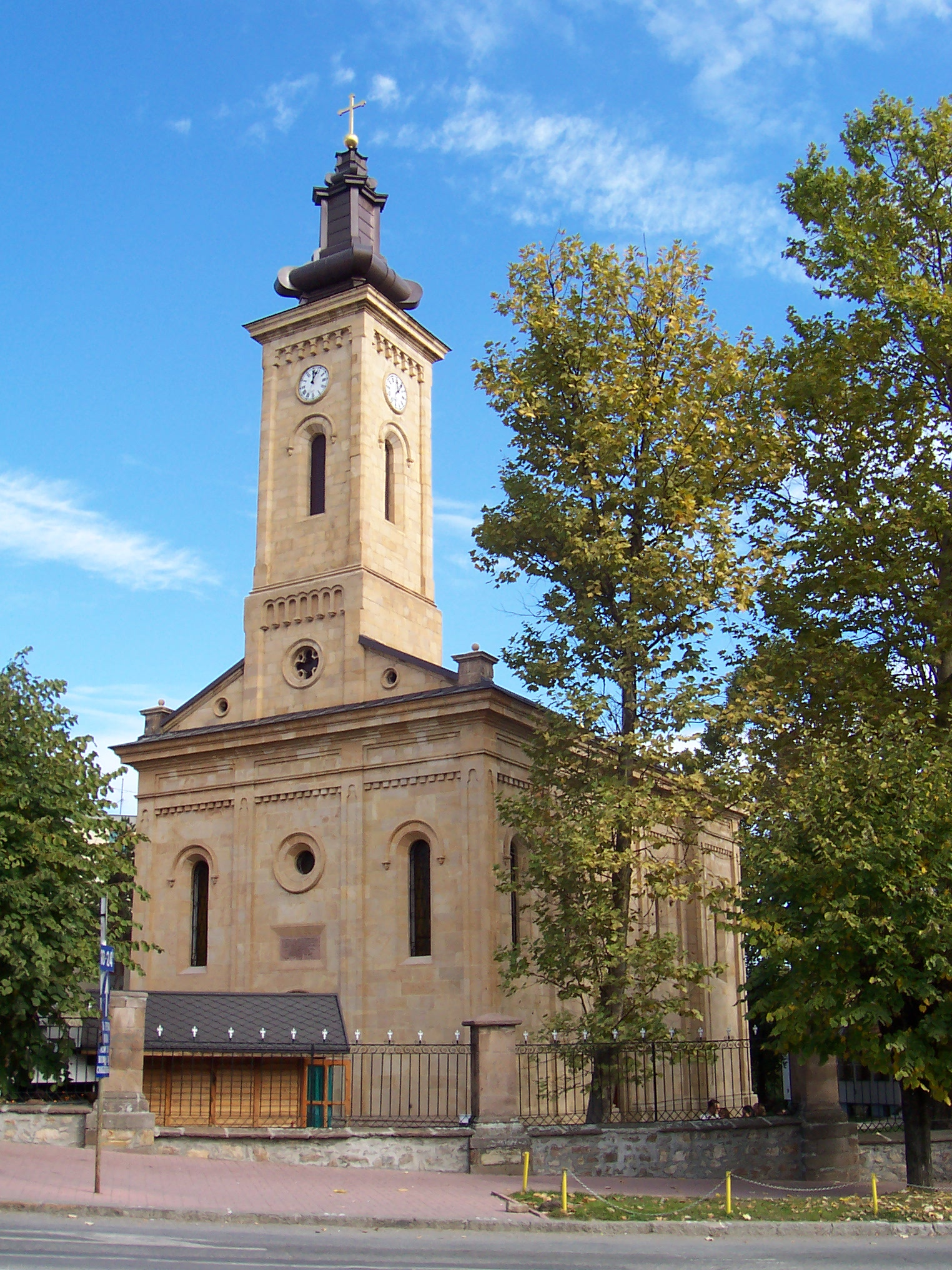
Die Dreifaltigkeitskirche im Zentrum von Gornji Milanovac

Die Dreifaltigkeitskirche (serbisch:Црква Свете Тројице /Crkva Svete Trojice) ist eine Serbisch-orthodoxe Kirche in der zentralserbischen Stadt Gornji Milanovac. Erbaut wurde die Kirche von 1860 bis 1862. 
Sie ist der Heiligen Dreifaltigkeit geweiht. Die Kirche gehört zur Eparchie Žiča der serbisch-orthodoxen Kirche. Die Dreifaltigkeitskirche zu Gornji Milanovac ist ein kulturell wichtiges Denkmal Serbiens.

## Lage

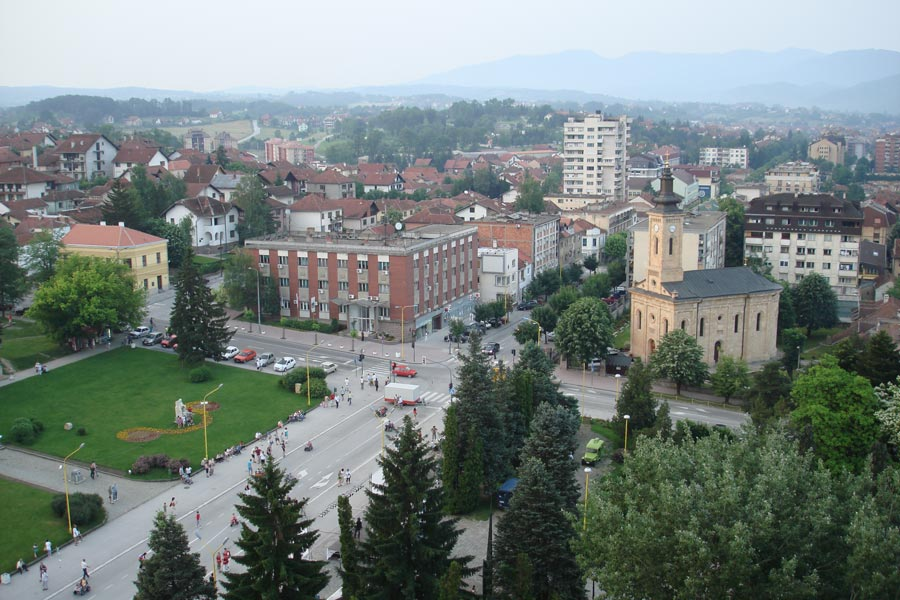
Blick auf die Stadt und die Kirche

Die Kirche befindet sich im Zentrum der zentralserbischen Stadt Gornji Milanovac. Das Gotteshaus liegt an der Straße Ulica Kneza Aleksandra und der Ulica V. Mišić. Gegenüber der Kirche befinden sich das Rathaus, der Stadtpark, ein Museum, eine Apotheke und eine Bank. Nahe dem Gotteshaus stehen die Grundschule „ König Aleksandar I.“ und ein Krankenhaus.

## Geschichte
Die Dreifaltigkeitskirche in Gornji Milanovac wurde von Fürst Miloš Obrenović gestiftet. Der Fürst übernahm die Baukosten der Kirche. Er ließ die Kirche zu Ehren seines Bruders Milan errichten. Der Bau der Kirche begann 1860. Mit dem Tode des Fürsten Miloš Obrenović im selben Jahr wurde der Bau der Kirche von seinem Sohn und Thronfolger Mihailo Obrenović weitergeführt. Die Kirche wurde 1862 eingeweiht. Die Dreifaltigkeitskirche in Gornji Milanovac ist in identischer Bauweise erbaut worden wie die Kirche Hl. Erzengel Gabriel in der Stadt Aranđelovac.

### Takovski grm
In der Kirche befinden sich Teile eines Eichenbaums aus Takovo (Таковски грм/Takovski grm). Unter diesem Eichenbaum fand 1815 das Treffen des serbischen Nationalrats statt. Mit diesem Treffen begann  der Zweite Serbische Aufstand gegen die Osmanen. 

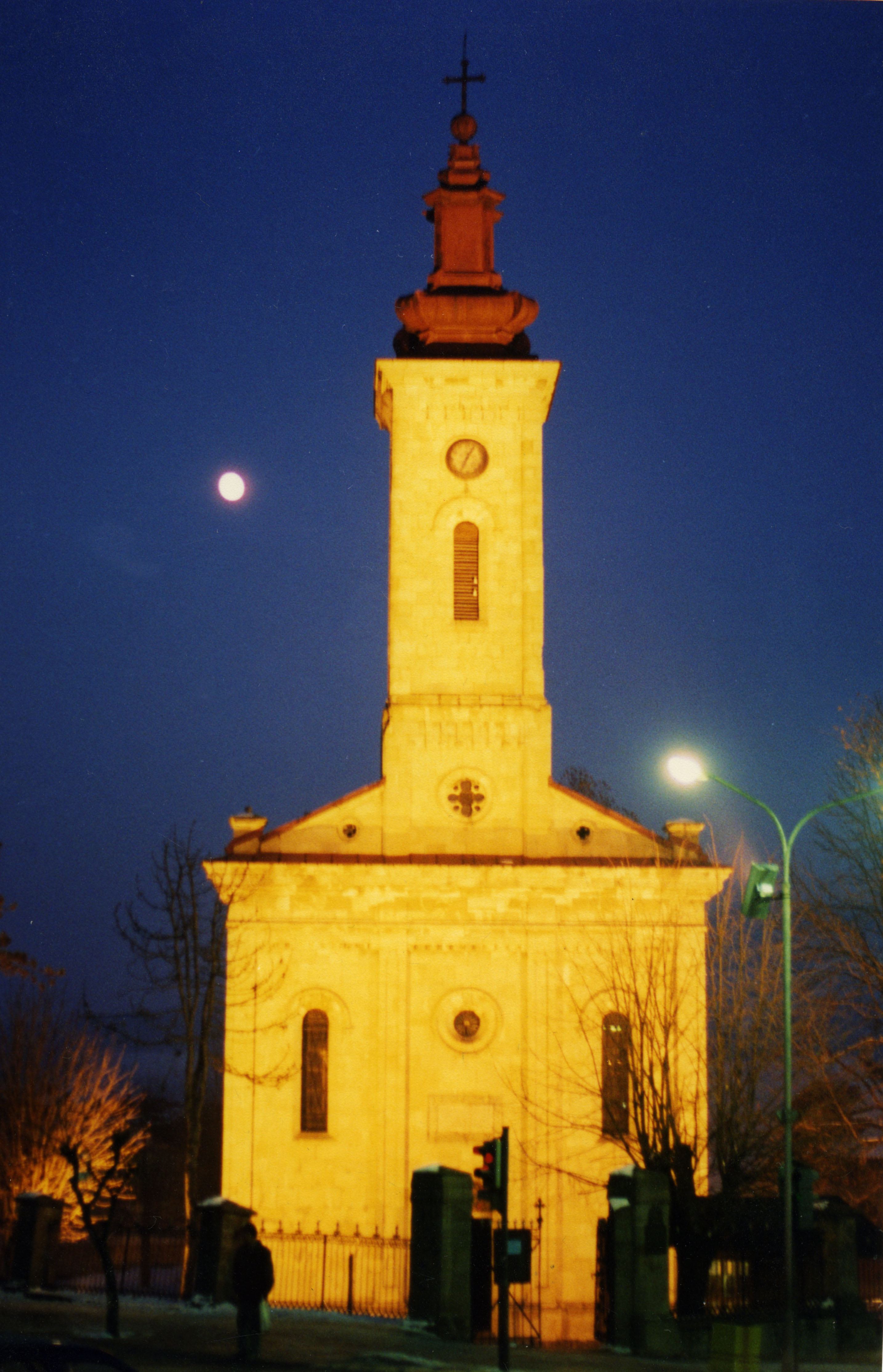
Die Dreifaltigkeitskirche bei Nacht

Dieser Eichenbaum ging in die serbische Geschichte ein. Teile der Eiche befinden sich auch im  Miloševom konak, der Residenz des Fürsten Miloš Obrenović in Belgrad.

## Architektur

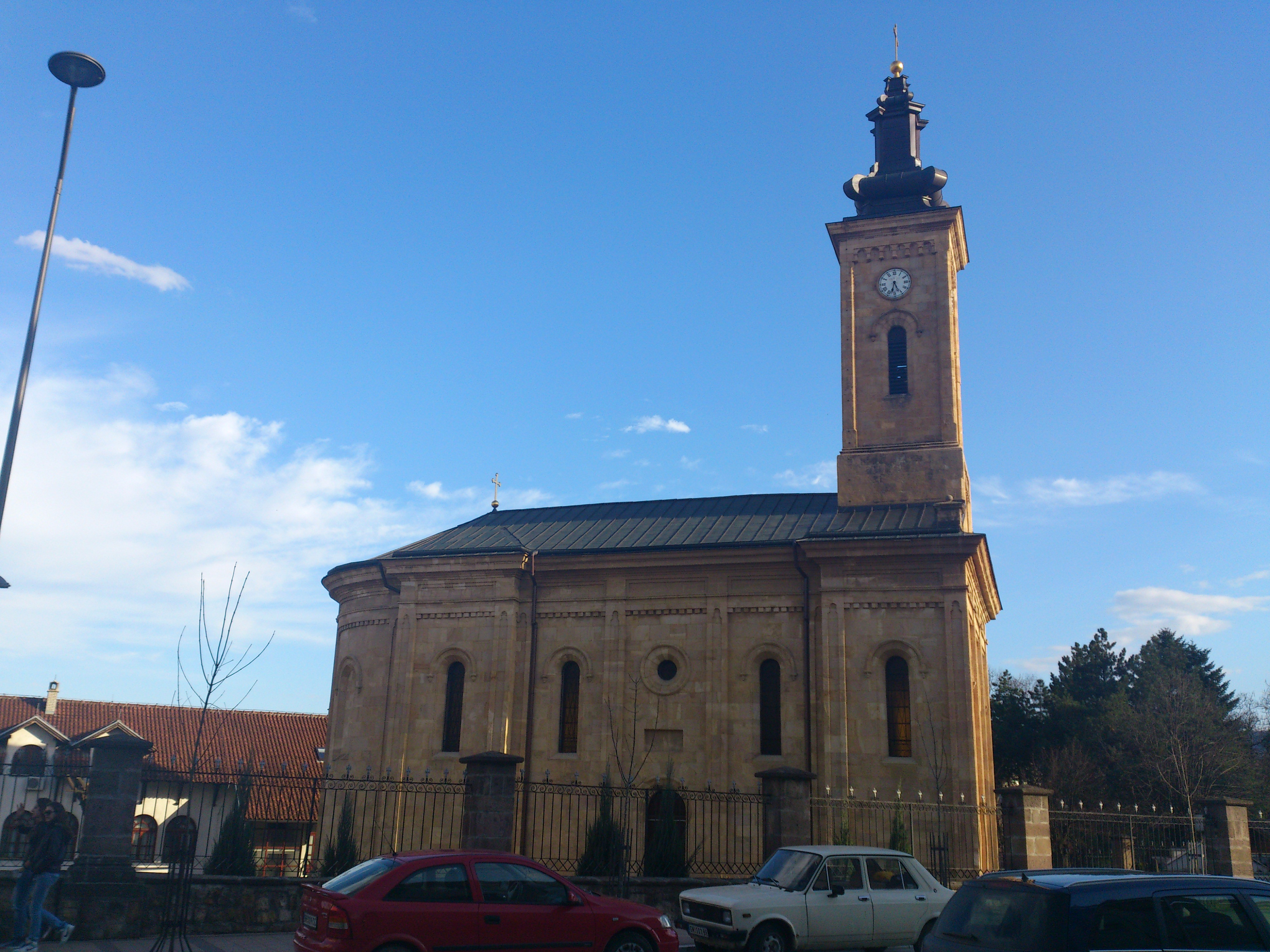
Seitenansicht der Kirche (2013)

Architekt der Kirche war Nastas Đorđević, ein berühmter Baumeister und Architekt der damaligen Zeit. Nastas Đorđević entwarf die Pläne zum Bau der Kirche. Außerdem war er oberster Baumeister und kontrollierte den Bau der Dreifaltigkeitskirche. 
Nach zweijähriger Bauzeit war die Kirche 1862 fertiggestellt. Die Kirche ist einfacher und harmonischer Proportion. 
Der Grundriss der Kirche ist ein einschiffiges Kirchenschiff mit einem halbzylinderförmigen Tonnengewölbe und einer halbrunden Altar-Apsis, mit einem leicht ausgeprägten rechteckigen Seitenchorbereich und einem barocken Kirchturm über dem Narthex. 
Das Gotteshaus wurde im Geist des Neobarock und der Romantik erbaut und ist eine architektonische Meisterleistung von Nastas Đorđević. 
Die serbische mittelalterliche Architekturtradition, im Geiste der Raška-Schule, manifestiert in der dekorativen Behandlung der behauenen Steine an der Fassade. Jedoch in ihrer Ganzheit repräsentiert sich die Kirche im Geiste des Neobarock, was vor allem am Kirchturm deutlich wird. 
Zur dekorativen Ausstattung der Fassade gehören unter anderem Pilaster und Bogenkränze über den Fenstern. 
Die 1862 erbaute alte Ikonostaseim Stil der Romantik, ist ein Werk von Nikola Marković und künstlerisch  wertvoller als die neue Ikonostase, die in den 1960er Jahren an Stelle der alten aufgestellt wurde. Heute befindet sich die alte Ikonostase im Kirchturm der Kirche.
Im Jahre 2000 wurden die wenigen ursprünglichen Ikonen auf der alten Ikonostase gereinigt. Von 2003 bis 2005 wurde die Fassade der Kirche erneuert.